# Хронология гражданской войны в Сирии (2022)

Текущая карта конфликта

Гражданская война в Сирии — конфликт, начавшийся весной 2011 года как локальное гражданское противостояние и переросший в восстание против режима Башара Асада, в которое с течением времени оказались вовлечены не только основные государства региона, но и международные организации, военно-политические группировки и мировые державы.
Основными участниками конфликта являются регулярные вооружённые и военизированные формирования, выступающие на стороне действующего президента Башара Асада (Сирийская арабская армия, Национальные силы обороны, а также шиитские добровольческие формирования, обученные и вооружённые Ираном), отряды «умеренной» сирийской оппозиции, курдские формирования (Отряды народной самообороны, Сирийские демократические силы), а также различного рода исламистские и джихадистские террористические группировки (ИГ, коалиция «Хайат Тахрир аш-Шам»).

## Ход событий

### Январь
- 2 января — 5 сирийских военных были убиты и еще 20 получили ранения в результате ракетно-артиллерийского обстрела боевиками военно-транспортного автобуса в восточной части Сирийской пустыни[1].
- 5 января — группировка проиранских повстанцев атаковала американскую военную базу близ сирийского города Меядин. Нападение было отбито[2].
- 6 января — по сообщению SOHR на северо-востоке Сирии трое сирийских солдат были убиты и еще двое ранены в засаде ИГ в пустыне Аль-Русафа к северо-востоку от города Ракка. В ответ российские ВВС нанесли несколько авиаударов по позициям ИГ, количество убитых неизвестно[3].
- 8 января — трое турецких солдат были убиты в результате подрыва СВУ под их автомобилем на сирийско-турецкой границе недалеко от города Телль Абьяд . Турецкие официальные лица заявили, что СВУ было «заложено террористами», вероятно, имея в виду курдские отряды самообороны (YPG)[4].
- 12 января — боевики ИГ под прикрытием туманной погоды предприняли небольшое наступление на позиции сирийской армии в местечке Аль-Кашма провинции Дейр-эз-Зор, убив трех сирийских солдат и ранив семерых[5][6].
- 16 января — по данным SOHR, командир 4-й сирийской бронетанковой дивизии был убит в результате взрыва самодельного взрывного устройства в городе Даръа[7].
- 17 января — по данным SOHR, силы SDF и Коалиции провели рейд на логово ИГ в районе Хави Аль-Хавайедж в восточной части сельской местности Дейр-эз-Зора, убит командир местной ячейки ИГ и конфисковано оружие[8].
- 28 января — по данным SOHR, неизвестными убиты двое бойцов проасадовского ополчения «Эль-Катарджи» на берегу реки Евфрат в деревне Аль-Болил[9].
- 30 января — командир дивизии «Аль-Хамза[англ.]» был застрелен неизвестными в городе Эль-Баб[10].

### Февраль
- 9 февраля — утром израильские ВВС нанесли авиаудары по радарам и зенитным батареям недалеко от Дамаска. В результате нападения погиб лейтенант сирийской армии и еще 5 человек получили ранения[11].
- 10 февраля — боевики ИГ устроили засаду на сирийский военный конвой в восточной части района Хомса, убив трех сирийских военных, включая генерал-майора. В ответ на атаку российские ВКС нанесли несколько авиаударов по позициям и укрытиям ячеек ИГ в сирийской пустыне, в результате чего, как сообщается, были убиты девять боевиков ИГ[12]. По данным SOHR, авиаудары продолжались и на следующий день, в общей сложности семь боевиков ИГ были убиты[13].
- 12 февраля — шесть мирных жителей были убиты после того, как артиллерия САА обстреляла удерживаемую повстанцами деревню Маарет Эль-Наасан[англ.] в сельской местности Идлиба[14].
- 15 февраля — двое сирийских солдат были убиты и еще 9 ранены в результате обстрела оппозиционными группировками нескольких деревень в провинции Идлиб. В результате обстрела также пострадал мирный житель[15]. В тот же день в Дамаске на дороге недалеко от площади Омейядов, при проезде войскового автобуса сработало самодельное взрывное устройство, в результате чего один сирийский солдат погиб и 11 человек были ранены[16].
- 17 февраля — вертолет ВВС Сирии был вынужден совершить аварийную посадку из-за технических неполадок. Вертолет разбился в горном районе Латакии, в результате чего двое членов экипажа погибли и еще четверо получили ранения[17].
- 18 февраля — как сообщает SOHR, в городе Аль-Баб произошел взрыв заминированного автомобиля, в результате которого погиб командир «Соколов Леванта»[18].
- 20 февраля — SOHR зафиксировал нападение боевиков ИГ на блокпост сирийской армии в пустыне Дейр-эз-Зор, в результате чего погибли 2 солдата САА. В тот же день 3 сирийских солдата были убиты в результате взрыва мины, заложенной, вероятно боевиками ИГ, под их автомобилем в деревне Хамада аль-Омар[англ.][19].
- 24 февраля — 6 солдат Сирийской армии были убиты после авиаудара со стороны ВВС Израиля по позициям САА недалеко от Дамаска[20][21].
- 25 февраля — трое бойцов группировки SDF были убиты, вероятно боевиками ИГ недалеко от Хаджина[22].

### Март
- 3 марта — в городе Абу-Хамам[англ.] в провинции Дейр-эз-Зор боевики ИГ расстреляли ополченца SDF[23].
- 6 марта — 13 сирийских солдат были убиты и 18 ранены в результате нападения боевиков ИГ на военный автобус в сирийской пустыне недалеко от Пальмиры[24][25].
- 10 марта — 5 ополченцев Бригады аль-Кудс были убиты и еще 7 получили ранения в результате взрыва противопехотной мины в районе Джабаль аль-Эмур в пустыне Пальмира[26].
- 11 марта — Владимир Путин объявил, что Россия собирает наёмников с различных стран Ближнего Востока, включая Сирию, для борьбы на стороне России в Украине[27]. Также сообщалось, что некоторые бойцы «Сил тигра» пополняют ряды ЧВК Вагнера, чтобы сражаться на стороне России в войне[28].
- 21 марта — боец дивизии «Аль-Хамза» был застрелен в деревне Азизия, недалеко от Рас-эль-Айна, во время внутреннего спора по поводу контрабанды[29].
- 27 марта — солдат Сирийской армии был застрелен силами оппозиции в деревне Дара аль-Кабира[англ.] к югу от Идлиба[30].
- 30 марта — двое солдат сирийских правительственных сил были убиты и еще двое ранены после атаки неизвестных боевиков на шоссе Даил-Дараа в сельской местности Дараа[31].

### Апрель
- 2 апреля — в результате перестрелки с силами САА на линии фронта в деревне Аль-Фатера на юге Идлиба один боевик ХТШ был убит и еще трое получили ранения[32].
- 12 апреля — бывший боец «Асайиша» был похищен боевиками ИГ и заживо сожжен в машине в городе Ас-Сабха к востоку от Дейр-эз-Зора[33].
- 13 апреля — боец подразделения внутренней безопасности сирийской армии был застрелен неизвестными боевиками в городе Аль-Масифра в сельской местности района Даръа[34].
- 14 апреля — 17 боевиков ИГ были убиты в результате нескольких авиаударов российской авиации по укрытиям и позициям ИГ в сирийской пустыне[35].
- 20 апреля — двое сирийских солдат были убиты в результате наезда их машины на мину ИГ в пустыне Аль-Масраб в сельской местности Ракки[36].
- 21 апреля — два бойца SDF были убиты после атаки боевиков ИГ блокпоста возле деревни Эль-Саджр к северу от Дейр-эз-Зора[37]. В тот же день лейтенант сирийской армии был убит снайпером оппозиции в сельской местности Латакии[38].
- 22 апреля — двое сирийских солдат были убиты и еще 6 ранены в результате нападения боевиков ИГ на блокпост сирийской армии в районе Бир-Рахум в пустыне Ракка[39].
- 23 апреля — двое бойцов «Асайиша», вероятно, были расстреляны боевиками ИГ в деревне Аль-Шахабат, район Дейр-эз-Зор[40].
- 24 апреля — вероятно, боевики ИГ атаковали контрольно-пропускной пункт группировки SDF в деревне Хариза, недалеко от Эль-Бусайры[англ.], убив одного бойца SDF и ранив ещё одного[41].
- 27 апреля — рано утром ВВС Израиля нанесли авиаудары по складу боеприпасов под Дамаском, в результате чего погибли 9 человек, в том числе 5 сирийских солдат[42].
- 30 апреля — неизвестные боевики застрелили солдата САА в городе Аль-Хирак[укр.] провинции Даръа[43]. В тот же день патруль ополченцев «KSS» попал в засаду боевиков ИГ возле деревни Эрк, на шоссе между Пальмирой и Дейр-эз-Зором в сирийской пустыне. Четверо были убиты и еще шестеро получили ранения[44].

### Май
- 3 мая — ополченец SDF расстрелян в городе Дибан[англ.] боевиками ИГ[45].
- 6 мая — боевики ИГ атаковали блокпост САА в сирийской пустыне недалеко от границы с Иорданией и Ираком. В результате нападения погибли восемь человек[46].
- 8 мая — шесть бойцов Национального фронта освобождения[англ.] были убиты после ракетного обстрела сирийской армии по позициям оппозиции в равнине Аль-Габ[англ.].[47].
- 13 мая — израильские ВВС нанесли авиаудары по сирийскому военному объекту в городе Масьяф, мухафаза Хама. В результате атаки погибли шесть сирийских солдат и один мирный житель, еще несколько получили ранения[48][49].
- 14 мая — боец сирийской оппозиционной группировки «Ахрар аш-Шаркия[англ.]» был застрелен, вероятно, боевиками ИГ в городе Рас-эль-Айн[50]. В тот же день офицер сирийской армии был убит боевиками ИГ при нападении на блокпост сирийской армии на перекрестке аш-Шахми в восточной части пустыни Хомс[51].
- 17 мая — двое сирийских солдат были застрелены неизвестными недалеко от Сайды[англ.], Даръа[52].
- 20 мая — ВВС Израиля нанесли ракетный удар по сирийским военным позициям возле международного аэропорта Дамаска, в результате чего погибли трое сирийских солдат[53].
- 23 мая — президент Турции Реджеп Тайип Эрдоган объявил, что турецкие вооруженные силы стремятся возобновить создание 30-километровой буферной зоны на южной границе Турции с Сирией[54].
- 30 мая — по меньшей мере восемь боевиков ИГ были убиты и еще тринадцать получили ранения в результате российских авиаударов в сирийской пустыне[55].

### Июнь
- 1 июня — по меньшей мере трое мирных жителей были убиты в результате ракетного обстрела курдскими боевиками контролируемого Турцией города Эт-Телль-эль-Абьяд[56].
- 13 июня — 4 сирийских солдата, в том числе офицер, были убиты в результате нападения неизвестных боевиков на блокпост сирийской армии недалеко от города Телль-Биса[57].
- 17 июня — погиб офицер Центра спецназначений ФСБ РФ капитан Илья Цуприк. Его убило камнем, отлетевшим при взрыве[58].
- 18 июня — 4 сирийских солдата, в том числе офицер, были убиты в результате нападения боевиков группировки «Jaysh al-Nasr[англ.]» на позиции сирийской армии в Аль-Фататре в районе равнины Эль-Габ на линии фронта в Идлибе[59].
- 21 июня — четверо сирийских солдат были убиты в засаде боевиков ИГ к востоку от военного аэропорта Эль-Думайр[англ.][60].

### Июль
- 1 июля — сирийский солдат был застрелен снайпером СНА недалеко от Эйн-Иссы, к северу от Ракки[61].
- 6 июля — двое сирийских солдат были убиты и еще 2 ранены в результате подрыва СВУ на дороге недалеко от города Даиль[62].
- 22 июля — трое сирийских солдат были убиты в результате ракетного удара Израиля по окраинам Дамаска[63].
- 28 июля — 4 боевика «Асаиша» были убиты в результате удара турецкого беспилотника по их автомобилю недалеко от деревни Тель-ас-Самн в северной сельской местности Ракки[64].

### Август
- 4 августа — 4 сирийских солдата были убиты после нападения боевиков ИГ в районе Аль-Махр недалеко от района Джахар в Сирийской пустыне[65].
- 12 августа — двое бойцов Сирийского военного совета[англ.] были убиты в результате турецкого артобстрела в городе Телль-Тамер, к северу от города Хасака[66].
- 22 августа — бригадный генерал КСИР Аболфазл Алиджани был ликвидирован в сирийской провинции Алеппо[67].

### Ноябрь
- 9 ноября — 14 человек, в том числе несколько проиранских ополченцев, погибли в результате израильского авиаудара по городу Абу-Камаль недалеко от границы с Ираком[68].
- 20 ноября — Турция начала операцию «Коготь-меч» в Сирии и Ираке в ответ на теракт в Стамбуле. Первоначальные атаки в Сирии проводились в форме авиаударов по позициям курдов и сирийского правительства на севере Сирии, таким как Кобани и Телль-Тамер. В результате авиаударов погибли по меньшей мере 8 боевиков SDF и 6 бойцов солдат сирийской армии[69][70].
- 29 ноября — двое сирийских солдат были убиты после того, как силы ИГ устроили засаду и открыли огонь по их военной машине на перекрестке Т3 примерно в 40 км к востоку от Пальмиры

### Декабрь
- 1 декабря — в пустыне недалеко от Пальмиры вспыхнули столкновения между силами ИГ и сирийской армией, в результате которых погибли по меньшей мере трое сирийских солдат[71].